# 顔真卿自書建中告身帖事件
顔真卿自書建中告身帖事件（がんしんけいじしょけんちゅうこくしんちょうじけん）とは、唐代の書家である顔真卿の真蹟である「顔真卿自書建中告身帖」（以下「自書告身帖」と略する。）の所有者である財団法人書道博物館が、この「自書告身帖」の写真を掲載した書籍を出版販売した書芸文化新社に対して、所有権（使用収益権）の侵害を理由に、出版物の販売差止とその廃棄を求めた民事訴訟事件である。1984年（昭和59年）の最高裁判決は、当該著作物はパブリックドメインであるとし、原告が敗訴した。

## 事件の概要
- A：「自書告身帖」の前所有者（撮影許諾をBに与えた）
- B：写真撮影者（撮影許諾をAから与えられた）
- C：「自書告身帖」の現所有者（財団法人書道博物館）[注釈 1]
- D：書芸文化新社（写真乾板をBの承継者から取得した。）

「自書告身帖」とは、唐代の書家である顔真卿が建中元年に自書した辞令（告身帖）を指し、現存する唯一の真蹟といわれる、極めて貴重とされる書である。
「自書告身帖」の前所有者であるAは、昭和初期にBに複製物の制作・頒布を許可していた。その後、CはAから「自書告身帖」を承継取得した。
Dは1968年（昭和43年）にBの承継人から写真乾板を譲り受け、それを用いて1980年（昭和55年）8月30日、本件出版物『和漢墨宝選集 第24巻 顔真卿楷書と王澍臨書』を出版した。
しかし、C側は「自書告身帖」に対する所有権を主張。出版はC側の許可なく行われたものであり、所有権（使用収益権）を侵害するとして、出版社側に販売差止と当該出版物の破棄を求めて提訴した。

## 判決
最高裁判決では、美術の著作物の原作品はそれ自体は有体物であるが、所有権は有体物をその客体とする権利であるので、美術の著作物である原作品に対する所有権は、その有体物に対する排他的なものにとどまり、無体物である美術の著作物自体には排他的支配は及ばないので、所有権に基づいて出版物の販売差止はできないと判示し、博物館側の上告を棄却した。
つまり、有体物に対する支配権である所有は民法上の権利であり、有体物としての側面を排他的に支配しうるが、無体物としての側面を支配する権利は知的財産権であるということを述べたのである。
また著作権の消滅後は、所有権者に複製権などが復帰するわけではなく、著作物はパブリックドメインに属する。そのため著作者人格権を侵害しない限り自由にこれを利用できる、とも判示している。